# Stadiumi Liri Ballabani
Stadiumi Liri Ballabani – stadion sportowy w Burrel, w Albanii. Obiekt może pomieścić 6500 widzów. Swoje spotkania rozgrywają na nim piłkarze klubu KS Burreli.